# Николаевский вестник
«Николаевский вестник» (рос. дореф. «Николаевскій вѣстникъ) — перша газета міста Миколаїв, заснована Єгором Савичем Павловським у 1865 році. Виходила з 5 січня 1865 по 1885 рік. Спершу виходила двічі, а з 1872 — тричі на тиждень, з 1884 — щодня.

## Історія
Наприкінці 1864 році для друкування газети орендували друкарню при Чорноморському гідрографічному депо (Миколаївська громадянська друкарня).
Багато зробив для становлення газети її перший редактор Єгор Павловський — капітан-лейтенант, помічник гідрографічної частини в Миколаєві. Зокрема, він розробив програму видання, яка залишається актуальною і для сучасних миколаївських видань. Він мріяв зробити газету щоденною, великоформатною, масовою, проте на це не вистачало коштів. У 1870 році газета мала 404 передплатники. Річна передплата становила 5 рублів.
17 вересня 1870 року Павловський загинув, впавши в люк під час повернення до Миколаєва з Одеси. Газету віддали в оренду капітану-лейтенанту Василю Краєвському, який у 1872 році заснував власне видавництво. Газета почала виходити тричі на тиждень: у вівторок, четвер і суботу. Вже наступного року, у 1873, Краєвський поступився орендою Андрію Миколайовичу Юрковському, який розширив тематику газети.
Газета друкувалася в типографії управління Чорноморського флоту і портів, якою Юрковський і завідував. В Юрковського газета йшла зі змінним успіхом, зазнаючи навіть таких незручностей, як цензурування в Одесі, що при періодичній відсутності стабільного зв'язку між Одесою і Миколаєвом заважало регулярному виходу газети.
Але згодом видання її врегулювалось і цілком представляло відображення місцевого життя та суспільного настрою.
Хоча морська, флотська тема і не сходила зі шпальт газети, ця тема була не єдиною. Як відмічав Григорій Миколайович Ге, Юрковський був людиною дуже чуйною до суспільних питань. Окрім офіційної хроніки, газета також регулярно інформувала про засідання різних міських товариств, друкувала театральну рекламу і відгуки про спектаклі, повідомляла про музичні вечори, рідше — про нови книги, що надійшли у продаж. Видання також друкувало і кримінальну хроніку.
У вісімдесятих роках фінансова частина його редакції значно ослабла і в той же час, а саме в 1882 році, з 1 жовтня почала видаватися в Миколаєві інша газета, «Николаевский Листок Объявлений» за редакцією Василя Андрійовича Даценка, відставного інженер-механіка і громадського діяча. Даценко вже був у цей час гласним міста та членом міської управи. Через два роки, 1 червня 1884 року, він отримав право прибрати слово «объявлений» у назві своєї газети і розширити її програму. Тим часом «Николаевский вестник» почав виходити щодня, кількість передплатників коливалась від 600 до 700.
«Николаевский Листок» у тому ж 1884 році 23 серпня перейшов у власність Митрофана Васильовича Рюміна, капітан-лейтенанта і власника друкарні, і під його редакцією став виходити у більшому форматі. У листопаді того ж року Рюмін перейменував своє видання на газету «Южанин» і отримав повну програму щоденної політичної та літературної газети, а «Николаевский вестник» на початку січня 1885 року припинив своє існування.

## Видавці-редактори
- 1865—1870 — Є. С. Павловський;
- 1871—1879 — В. М. Краєвський;
- 1879—1885 — А. М. Юрковський.

## Тематика
Друкувалися статті на теми місцевої громади, культурно-освітні, релігійні, економічні та наукові матеріали, інформація, хроніка, некрологи, накази Головного командира Чорноморського флоту і портів та інші, а також з історії Новоросії та Миколаївщини. Видавалися також документи і матеріали з історії Північного Причорномор'я, переважно за XVIII—XIX століття.
«Николаевский вестник» закликав до розширення сухопутної і морської торгівлі, домагався збільшення питомої ваги Миколаївського морського порту в загальній торгівлі на півдні Росії. Видання містить цінний статистичний і документальний матеріал з історії розвитку морського порту і торгівлі на Чорному морі.
З «Николаевским вестником» вктивно співпрацювали видні науковці — астроном Карл Кнорре, інженер-будівельник Костянтин Константинов.